# 莫恩科皮 (亞利桑那州)
莫恩科皮（英語：Moenkopi）是位於美國亞利桑那州可可尼諾縣的一個人口普查指定地區。根據2010年美國人口普查，該地人口為964人，而該地的面積約為3.89平方千米。

## 地理
莫恩科皮的座標為36°06′42″N 111°13′15″W / 36.11167°N 111.22083°W，而該地最高點為海拔高度1456米（即4777英尺）。